# Paractenopsyllus ratovonjatovi
Paractenopsyllus ratovonjatovi är en loppart som beskrevs av Duchemin 2004. Paractenopsyllus ratovonjatovi ingår i släktet Paractenopsyllus och familjen smågnagarloppor. Inga underarter finns listade i Catalogue of Life.